# The Lord of the Rings: The Battle for Middle-earth
The Lord of the Rings: The Battle for Middle-earth (укр. Володар Перснів: Битва за Середзем'я) — відеогра жанру стратегії в реальному часі, розроблена EA Los Angeles, заснована на «Володареві Перснів», зокрема кінотрилогії Пітера Джексона. Гра створена на рушієві SAGE, використовуваному в Command & Conquer: Generals. Реліз відбувся 6 грудня 2004 року. Продовження, The Lord of the Rings: The Battle for Middle-earth II, було випущене 2 березня 2006 року.
Гра пропонує дві кампанії за добрі і злі фракції Середзем'я, що вільно переповідають події книги «Володар Перснів» і її екранізації. Особливістю ігрового процесу є спеціальні майданчики для будівництва споруд, кількість яких наперед визначена.

## Ігровий процес

Армія Ґондору в цитаделі та майданчик з вибором забудов

### Основи
Гра має звичайну механіку стратегій в реальному часі. Ворогуючі фракції збирають ресурси, а потім використовують їх для побудови військових баз і армій. Проте на відміну від класичних стратегій, у «Битві за Середзем'я» будівлі можуть бути зведені тільки на спеціально відведених місцях. На будівництво, тренування військ та їх вдосконалення витрачаються абстрактні ресурси, які виробляються фермами чи їх аналогами в кожної фракції. Чотири фракції, поділені на добрий і злий бік, ведуть війну за Перстень Влади. Представлені Роган і Ґондор як сили Добра. До сил Зла належать Ізенгард і Мордор.
У грі наявний мультиплеєр від 2 до 8 гравців. Гравці можуть створити команду перед початком гри (4 на 4, 2 на 2 на 2 на 2, 3 на 3 і т. д.).

### Розбудова бази
На початку гравець володіє цитаделлю, в якій розташовані будівельні майданчики і де замовляються герої. Інколи поза цитаделлю розміщені основи для поселень (можна звести джерело ресурсів) чи аванпостів (можна заснувати три майданчики). Споруди зводяться без участі якихось спеціалізованих одиниць і автоматично вдосконалюються в міру того як активно гравець їх використовує. Так, казарми, в яких замовляється багато солдатів, з часом вдосконалюються і це дає змогу наймати більш ефективних бійців. Деякі будівлі дають бонуси, залежно від своєї кількості. До прикладу, що більше гравець має кузень, тим дешевше переозброєння воїнів. Центр цитаделі разом з місцями під забудівлю обнесений стіною з брамою, яку можна добудувати баштами чи балістами і секретними лазами.
У різних будівлях можна вивчати вдосконалення військ і потім за певну плату впроваджувати їх обраним юнітам.

### Війська і бої
Більшість військ діє, будучи зібраними в загони. Герої і деякі сильні війська відображаються однією моделлю. Існує ліміт на кількість військ. Загони можуть бути вдосконалені кращими зброєю і обладунками, а маючи прапороносців, здатні з часом поповнюватися після втрат. Знищуючи ворогів, бійці заробляють досвід, стаючи сильнішими і витривалішими. Багато військ мають додаткові опції: зміна зброї, піший чи кінний стрій, залякування або грабіж і т. д. Герої володіють набором спеціальних можливостей, які відкриваються з ростом їх у рівнях. Загиблі герої оживлюються в цитеделях.
Війська взаємодіють за принципом «камінь-ножиці-папір». Кіннота розбиває лучників, пікінери ефективні проти кінноти, мечники ефективні проти пікінерів, лучники — проти мечників. Вогонь завдає сильної шкоди великим юнітам, таким як облогові машини й чудовиська.
Упродовж боїв накопичуються очки сили, що генеруються центром цитаделі, за які відкриваються спеціальні можливості, представлені як деякі магічні здібності самого гравця. Вони вивчаються за принципом дерева (кожне вивчене відкриває ще два, потім у зворотньому порядку), але, маючи багато очок, можна вивчити їх усі.

### Фракції
- Роган (англ. Rohan) — покладається на мобільність і швидкість, маючи сильну кінноту й лучників. Роганці залучають до армії майстрів, здатних ремонтувати споруди. У поселеннях можуть збудувати Раду ентів, щоб прикликати цих істот на свій бік.
- Ґондор (англ. Gondor) — збалансована фракція, сильна і в обороні, і в штурмі. Володіє сильними лучниками і требушетами, а також пікінерами, ефективними проти кінноти. Ґондорці можуть збудувати ринок, який дає бонуси фермам і зменшує витрати. Ця фракція здатна укріплювати кладку цитаделі й озброювати лучників вогняними стрілами, а требушети — палаючими снарядами, ефективними проти ворожих споруд.
- Ізенґард (англ. Isengard) — сильна в штурмі, ця фракція володіє таранами, балістами і бомбами, облоговими драбинами, а крім того сильною, хоча й дорогою піхотою. Каторжники Ізенґарду вміють ремонтувати пошкоджені споруди. Разом із тим цитадель Ізенґарду позбавлена стін, що робить її вразливою до ворожого штурму.
- Мордор (англ. Mordor) — має універсальну армію, до якої належать орки, люди гарадріми, мумаки й тролі. Мордор володіє облоговими вежами і каторжниками, як і Ізенґард. Однак мордорці мають обмаль вдосконалень піхоти, а їхні найсильніші юніти великі та повільні[1].

## Кампанії
Гра має дві взаємовиключні кампанії по 18 місій кожна: за Добро і за Зло. Вони відбуваються на деталізованій анімованій карті Середзем'я, поділеній на окремі території. Територіями переміщуються символи армій. Гра використовує як короткі фрагменти фільмів, так і ролики на ігровому рушієві.
Деякі обов'язкові місії представляють собою важливі події сюжету. Між ними гравець повинен проходити місії, більше подібні на багатокористувацький режим, з завданнями на кшталт створити розвинену базу чи знищити всіх ворогів. Кожна територія забезпечує постійне збільшення очок сили, ліміту військ та/або дає множник ресурсів. Бойові одиниці, їхні вдосконалення і набуті рівні переносяться з бою в бій.
Сюжет гри не у всьому відповідає книзі та кінотрилогії Пітера Джексона, місцями по-своєму зображаючи події.

### Кампанія Добра
Події кампанії починаються при переході Братства Персня через Імлисті гори. Через чаклунство Сарумана Хранителі Персня змушені шукати шлях через гори в тунелях Морії. Відбивши напад тамтешніх гоблінів і печерних тролів біля могили Баліна, Братство змушене тікати від Барлога, якого Гендальф затримує на мосту Кхазад-Дума і перемагає в бою. Після цього Гендальф стає Гендальфом Білим і знову приєднується до Братства.
Переслідуване гоблінами, Братство Персня прибуває в древнє ельфійське королівство Лотлоріен і збирає ельфійську армію. Спільно з ельфами члени Братства відбивають напади гоблінів Морії і печерних тролів, розбиваючи армію сил Зла і знищивши їхні лісопилки. Досягнувши стародавнього ґондорського спостережного пункту Амон Хен, Братство зазнає нападу великого загону урук-хаїв. У сутичці гине Боромир (но можна врятувати), а Меррі і Піппін потрапляють в полон.
Фродо і Сем перепливають ріку Андуїн і продовжують шлях у Мордор, щоб там знищити Перстень, в той час як Арагорн, Леголас і Ґімлі вбивають ватажка орків Лурца і знищують більшу частину загону урук-хаїв. Продовжуючи свою подорож до Смертельної Гори, Фродо і Сем зустрічаються з загонами ітілієнських слідопитів під командуванням Фарамира в лісах Ітілієну. Воїни Ґондору знищують великий конвой народу гарадримів, вірних Злу, і очищають ліс від баз і військ сил Мордору.
Величезна армія урук-хаїв Сарумана атакує Роганську фортецю Хельмової Западини. Лоріенські ельфи і лучники Рогана під командуванням Арагорна і Теодена всю ніч відбивають атаки ворогів. На світанку захисники твердині роблять вилазку, в той час як армія вершників Рогана під початком Гендальфа і Еомера атакують табори урук-хаїв з тилу. В результаті сили Добра здобувають перемогу.
Поки рогірими знищують армію урук-хаїв в долині Хельмової Западини, енти на чолі з Древобородом штурмують Ізенгард, який під час відсутності основної армії захищали лише кілька загонів орків. Зруйнувавши зовнішні стіни, енти знищують всі будівлі всередині фортеці і ламають дамбу, що призводить до затоплення Ізенгарду. Загроза поневолення Рогана Саруманом вніслідок цього ліквідована.
У той час як енти і роганці б'ються з полчищами Ізенгарду, воїни Ґондору обороняють західний берег стародавнього ґондорського міста Осгіліат на Андуїні від орків Мордору. Лучники, солдати, слідопити і охорона цитаделі захищають три мости, по яких орки зі східної частини міста атакують ґондорців у західній. З прибуттям назгулів сили Мордору йдуть в наступ, убивши багатьох воїнів Ґондору. Однак незабаром прибуває Фарамир із загонами ітілієнських слідопитів, які разом із залишками основної армії відганяють назгулів і знищують всіх орків табору в Східному Осгіліаті.
Сем розшукує Фродо в лігві павучихи Шелоб, але не знаходить його там. Натомість хоббіт стикається з диверсійним загоном ґондорців і допомагає звільнити солдатів, які потрапили в павутину, попутно збираючи скарби і борючись з велетенськими павуками. Поруч з виходом з лігва Сем і ґондорці вбивають павучиху Шелоб та йдуть до Кіріт Унгол. Біля фортеці Сем знищує аванпост Мордору, створює базу і на чолі ґондорського війська захоплює вежу Кіріт Унгол, де вбиває всіх тролів і орків. Сем і Фродо, знайдені в башті, продовжують подорож до Смертельної Гори.
Сили Зла виходять з Мордору і армія Моргула штурмує Мінас Тіріт. Орки вбивають безліч людей на стінах і за допомогою катапульт руйнують міські будівлі. Потім в атаку йдуть назгули, вони руйнують ґондорські катапульти і лякають захисників Мінас Тіриту. Вночі орки ламають ворота тараном і разом з тролями та істерлінгами перемагають у битві на головній площі. Ґондорці змушені відступати на верхні яруси. Вдосвіта прибуває армія Рогану, яка знищує більшу частину орків на Пеленнорських полях. Однак через прихід гарадримів з мумаками їхня атака захлинається. В запалі битви назгули вбивають Теодена. Майже всі воїни сил Добра мертві, а до орків підходять нові підкріплення. Проте прибулі Арагорн, Леголас і Ґімлі з Армією Мертвих знищують усіх злих істот на Пеленнорських полях і звільняють Мінас Тірит.
Армія Ґондору нападає на Чорні Ворота Мордора, щоб дати Хранителю Персня (Фродо) шанс знищити Перстень. Незліченні орки і тролі з істерлінгами і гарадримами з мумаками під командуванням назгулів йдуть в атаку п'ять разів. Всі наявні війська борються з арміями Мордору, поки Фродо піднімається по схилу гори і кидає Перстень в лаву. Армії Мордору гинуть зі знищенням Персня, що означає перемогу сил Добра.

### Кампанія Зла
Саруман, отримавши нову армію, вторгається в Фангорн, де планує зрубати всі дерева і спалити їх в своїх печах. Урук-хаї, озброєні арбалетами з вогняними стрілами, знищують всіх ентів на чолі з Древобородом, а потім і Ентмут. Наступною ціллю Сарумана є табір ельфів на північному заході лісу, війська Ізенгарду зрівнюють його з землею і вбивають всіх його захисників.
Саруман відправляє загони урук-хаям на чолі з Лурцом вбити всіх членів Братства Персня та захопити хоббітів, які несуть Перстень Влади. Прибувши на Амон Хен, урук-хаї знищують загони ельфів, які контролюють регіон. Потім Лурц заручається підтримкою печерних тролів, разом армія Зла вбиває Боромира і успішно захоплює хоббітів. Але човен з Фродо і Семом уникає полону.
По дорозі на Хельмову Западину Саруман та Лурц вирішують розграбувати столицю Рогана — Едорас. Знищивши два табори, що захищають палац, вони готують облогові знаряддя і армію, після чого руйнують столицю.
Досягнувши Хельмової Западини, Саруман і Лурц ведуть на штурм свою армію. Незважаючи на запеклий опір, вони підривають стіну. У той же час, за допомогою тарана, війська Ізенгарду пробивають ворота головної фортеці. Люди, зазнаючи величезних втрат, відступають вглиб фортеці, але, незважаючи на підкріплення Еомера з Гендальфом і вцілілих ентів фортеця не вистоює.
Поки ізенгардці святкують свою перемогу в Хельмовій Западині, орки Мордору виконують наказ Саурона — вербують людей Гараду собі на службу. За допомогою військової сили і підкупу орки завойовують вірність гарадримів, з якими відправляються на Осгіліат. Однак в лісах Ітілієну вони потрапляють в засідку слідопитів Фарамира, і вирішують знищити цю загрозу раз і назавжди. Зібравшись з силами, вони розтрощують ґондорський табір і знищують заборонений ставок.
Передовий загін орків вже довгий час тримає в облозі руїни Осгіліату. Отримавши підкріплення, вони розгортають повномасштабний наступ і захоплюють колишню колись столицю Ґондору. В ході боїв вони збирають відрізані голови полеглих захисників Осгіліату, якими заряджають свої катапульти, щоб деморалізувати ворога. Захопивши весь Східних Осгіліат, включаючи мости через Андуїн, на допомогу силам Ґондору на чолі кінних лицарів з Мінас Тіриту прибуває Фарамир, проте всі воїни в підсумку гинуть. Розгромивши підкріплення Фарамира і знищивши табір в західній частині міста, орки витісняють людей з руїн Осгіліату і переслідують їх аж до Пеленнору.
Фарамир гине, Армія Мертвих на чолі з Арагорном розпадається під вогненним подихом прикликаного Балрога. В лігві Шелоб сили Зла знаходять Фродо та Сема і відбирають в них Перстень. Зло отримує владу над Середзем'ям.

## Оцінки і відгуки
| Агрегатор    | Оцінка |
| ------------ | ------ |
| GameRankings | 82,5 % |
| Metacritic   | 82/100 |

| Видання  | Оцінка |
| -------- | ------ |
| GameSpot | 8.4    |
| GameSpy  | 4/5    |
| IGN      | 8.3    |

Відгуки й оцінки Battle for Middle-Earth були в більшості позитивними. На агрегаторі Game Rankings гра зібрала 82,5 %.
Оглядач IGN відзначив гру за графіку та аудіосупровід, але звернув увагу на відсутність глибини в ігровому процесі, давши оцінку в 8.3 бали із зазначенням «достойна, коли не захоплююча гра».
GameSpot оцінив гру у 8.4, також хвалячи графіку і звук, і особливо звернули увагу на масштабні битви, «гідні вихідного матеріалу».
Gamespy поставили 4 зірки з 5, назвавши гру «досконалим зразком використання ліцензії у фінальному продукті».